# Središnji pomorski muzej
Središnji pomorski muzej (rus. Центральный военно-морской музей) je jedan od najstarijih ruskih muzeja i jedan od najvećih pomorskih muzeja na svijetu.
Povijest muzeja je službeno počeka 1709. kada je Petar Veliki osnovao Modle-kammer za konzervaciju brodova i modela. Od 1924. muzej nosi sadašnje ime. Prvotno je bio smješten u Admiralskoj zgradi u Sankt-Peterburgu, no od 1939. – 41. je premješten u zgradu stare burze.

## Galerija
- Model krstarice Kirov
- I-16 lovac heroja Sovjetskog Saveza potpukovnika Safonova
- Zastave Nacističke Njemačke
- Model hovercrafta
- 1693.[1] zastava ruskog cara, najstarija sačuvana ruska zastava

## Unutarnje poveznice
- Središnji muzej ratnog zrakoplovstva
- Središnji muzej oružanih snaga

## Vanjske poveznice
- (rus.) Službena stranica muzeja